# Chirpoy
Chirpoy (en ruso, Чирпой, y en japonés, Cherupoi) es una isla rusa en el archipiélago de las Kuriles. Tiene una superficie de 21 km². Pertenece al grupo de las Kuriles meridionales.

## Geografía
La isla de Chirpoy se encuentra entre las coordenadas geográficas siguientes:
- latitud: 46°30' y 46°32' N,
- longitud: 150°50' y 150°55' E,
- máxima altitud: 691 m s. n. m.

Al noroeste se encuentra la isla Broutona y al suroeste la isla Brat Chirpoyev. El estrecho de Bussol separa la isla del grupo de las Kuriles centrales.
Administrativamente es controlada por el óblast de Sajalín.
- Datos: Q246351